# Otto Conditt
Otto Ferdinand Leopold Conditt (* 19. Oktober 1810 in Tilsit; † 20. Oktober 1877 in Potsdam) war ein deutscher Gymnasiallehrer in Ostpreußen. In Westpreußen und Brandenburg bekleidete er leitende Stellungen in der preußischen Schulverwaltung.

## Leben
Conditt besuchte das Königliche Gymnasium zu Gumbinnen. Nach dem Abitur studierte er an der Albertus-Universität Königsberg Evangelische Theologie und Philosophie. 1830 trat er in die 1829 gestiftete Corpslandsmannschaft Littuania. 1833 erhielt er die Berechtigung zur öffentlichen Wortverkündigung (licentia concionandi). Er wurde 1834 vom Kgl. Konsistorium pro ministerio und 1836 von der Kgl. Prüfungskommission pro rectoratu geprüft. 1841 bestand er das Examen pro facultate docendi und das Colloquium pro rectoratu. Michaelis 1834 wurde er Hilfslehrer am Altstädtischen Gymnasium zu Königsberg. Als Rektor übernahm er am 4. Mai 1836  die Einrichtung und Leitung der neu gegründeten Domschule in Königsberg. Als seine Heimatstadt im Oktober 1839 die höhere  Bürgerschule eröffnete, wurde Conditt ihr erster Direktor. Nach 18 Jahren berief ihn das Preußische Ministerium der geistlichen, Unterrichts- und Medizinalangelegenheiten als Regierungs- und Schulrat an die Regierung in Marienwerder. Am 19. Juni 1857 wurde er vom Tilsiter Realgymnasium feierlich verabschiedet. 1865 wurde er in das Oberpräsidium der Provinz Brandenburg in Potsdam berufen. Krankheitsbedingt musste er 1876 um seine Pensionierung ersuchen.

## Ehrungen
- Roter Adlerorden (1856)
- Charakterisierung als Geheimer Regierungs- und Schulrat

## Werke
- Über Wesen und Bestimmung der höheren Bürgerschule. Tilsit 1843.[5]
- Ueber altdeutsche Verskunst bis zur Einführung des Reimes. Tilsit 1847. Digitalisat
- Die Einweihungsfeier für die Real- und höhere Bürgerschule zu Tilsit neu erbauten Hauses am 26. September 1850. Tilsit 1851.[5] Digitalisat
- Tilsit's dritte Saekularfeier. 1853.
- „Schullieder“ – ein Schulgesangbuch.[6]

## Herausgeber
- Schulblatt für die Provinz Brandenburg.[7]